# Bürvenich
Bürvenich ist ein Stadtteil von Zülpich im Kreis Euskirchen in Nordrhein-Westfalen.

## Geographische Lage

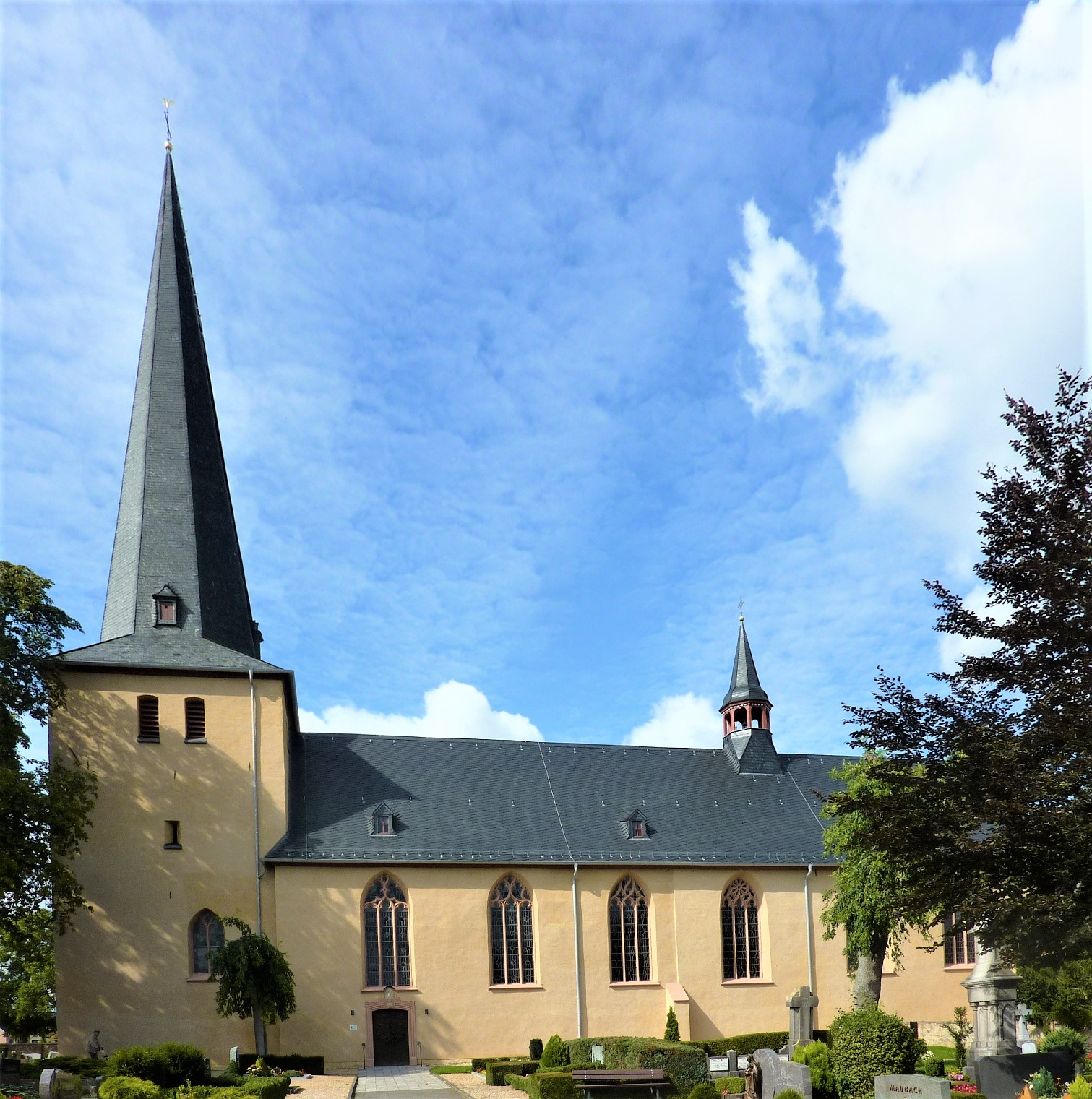
Die Bürvenicher Kirche St. Stephani Auffindung

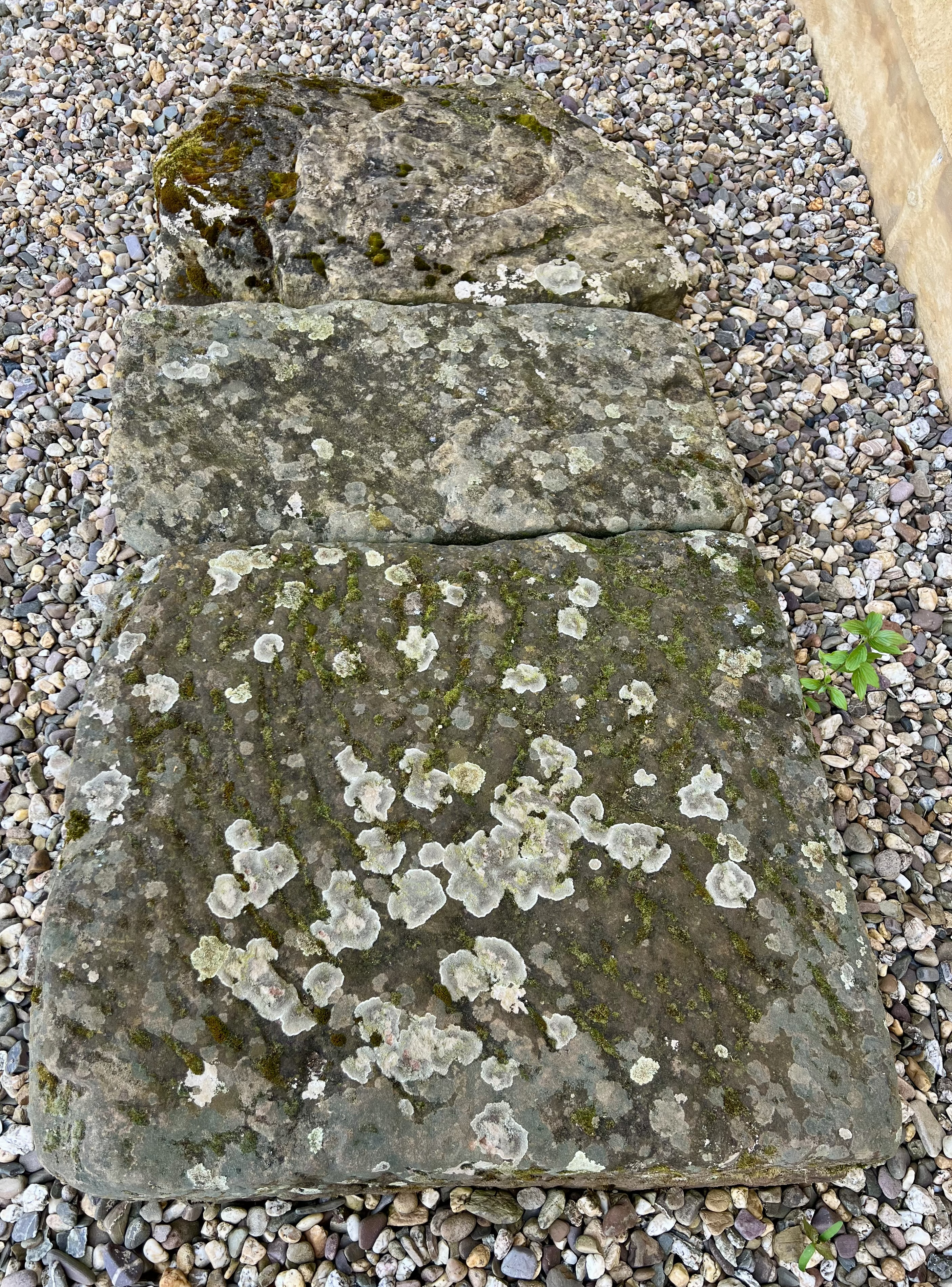
Fränkische Grabplatten hinter der Kirche

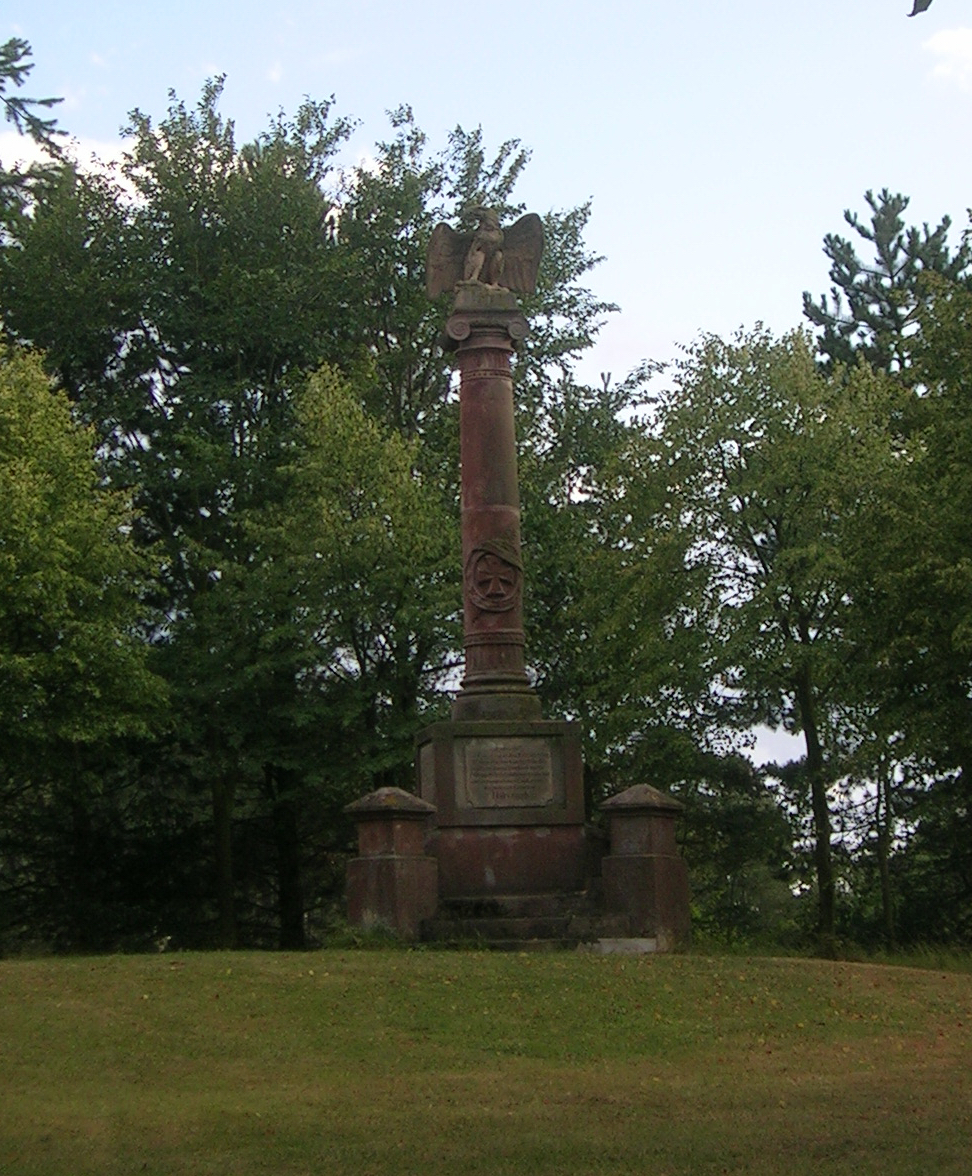
Kriegerdenkmal

Bürvenich liegt als Straßendorf in der Zülpicher Börde am Rand der Nordeifel. Es befindet sich im deutsch-belgischen Naturpark Hohes Venn-Eifel, nahe der östlich verlaufenden Grenze zum Naturpark Rheinland. Nachbardörfer sind Eppenich, Floisdorf, Langendorf, Merzenich, Schwerfen und Berg im Kreis Euskirchen sowie Vlatten im Kreis Düren. Durch das Dorf fließt der zum Einzugsgebiet des Rotbachs gehörende Bürvenicher Bach, dessen letztes offenes Stück im Oberdorf nach 1945 verrohrt wurde. Zu den Schutzgebieten bei Bürvenich gehört das Naturschutzgebiet Bürvenicher Berg und Tötschberg sowie Berg- und Mausbachtal.

## Geschichte
Die Besiedlung des Orts dürfte nach römischer auch in fränkischer Zeit nicht abgerissen sein. Römische wie fränkische Funde sind häufig. Aus karolingischem Königsbesitz kamen Güter zu Bürvenich als Schenkung an das karolingische Hauskloster, die Benediktinerabtei Prüm, die hier im Jahre 893 mit Besitz nachgewiesen ist. Ein Hof mit zugehöriger Kapelle oder Kirche, Vorgängerin der heutigen Pfarrkirche, samt einigen umgebenden kleineren Höfen und dem Landbesitz ging später an den territorialbildenden Hochadel über, die Grafen von Molbach und die Grafen von Jülich, in deren letzterer Hand Grund- und Gerichtsherrschaft über Bürvenich bis 1794 verblieben sind. Um 1200 gründeten die Grafen von Jülich auf ihrem Allodialbesitz, vielleicht an der Stelle ihres landesherrlichen Hofes, das Zisterzienserinnenkloster Bürvenich, das bis 1803 bestand. Die erhaltenen Klostergebäude und die große ehemalige Klosterkirche des hl. Stephanus bilden das siedlungsgeographische und architektonische Zentrum des Dorfs.
Bürvenich lag im jülicher Oberamt Nideggen, dessen stellvertretender Amtmann und oberster Richter der Vogt mit Sitz in Bürvenich war. Zwischen dem Sitz des Vogts, der Wildenburg als dem Gebäude der weltlichen Gewalt und dem Kloster als geistlichem Zentrum entstand wohl erst seit dem 16. Jahrhundert das sogenannte Unterdorf, dessen Höfe allgemein größer und aufwendiger sind als die ursprünglich nur südöstlich der Hauptstraße gelegenen Höfe des Oberdorfes. Wegen der Zerstörungen im 17. Jahrhundert, besonders 1687, stammen die bäuerlichen Wohnhäuser und Hofanlagen beider Ortsteile überwiegend aus dem 17. bis 19. Jahrhundert und bestimmen das noch erstaunlich geschlossen erhaltene Ortsbild. Nur in den barock ausgebauten Komplexen von Kirche, Kloster und Wildenburg ist mittelalterliche Bausubstanz erhalten.
Durch das Aachen-Gesetz wurde Bürvenich am 1. Januar 1972 vom Amtsbezirk Nideggen im Kreis Düren der Stadt Zülpich im Kreis Euskirchen eingegliedert.

## Ortsbild
Bürvenich weist mit einer großen Zahl denkmalwerter Höfe und Häuser einen anschaulich harmonisch-geschlossenen Dorfcharakter auf und hat eine stark landwirtschaftliche Prägung.

## Sehenswürdigkeiten

### Wildenburg

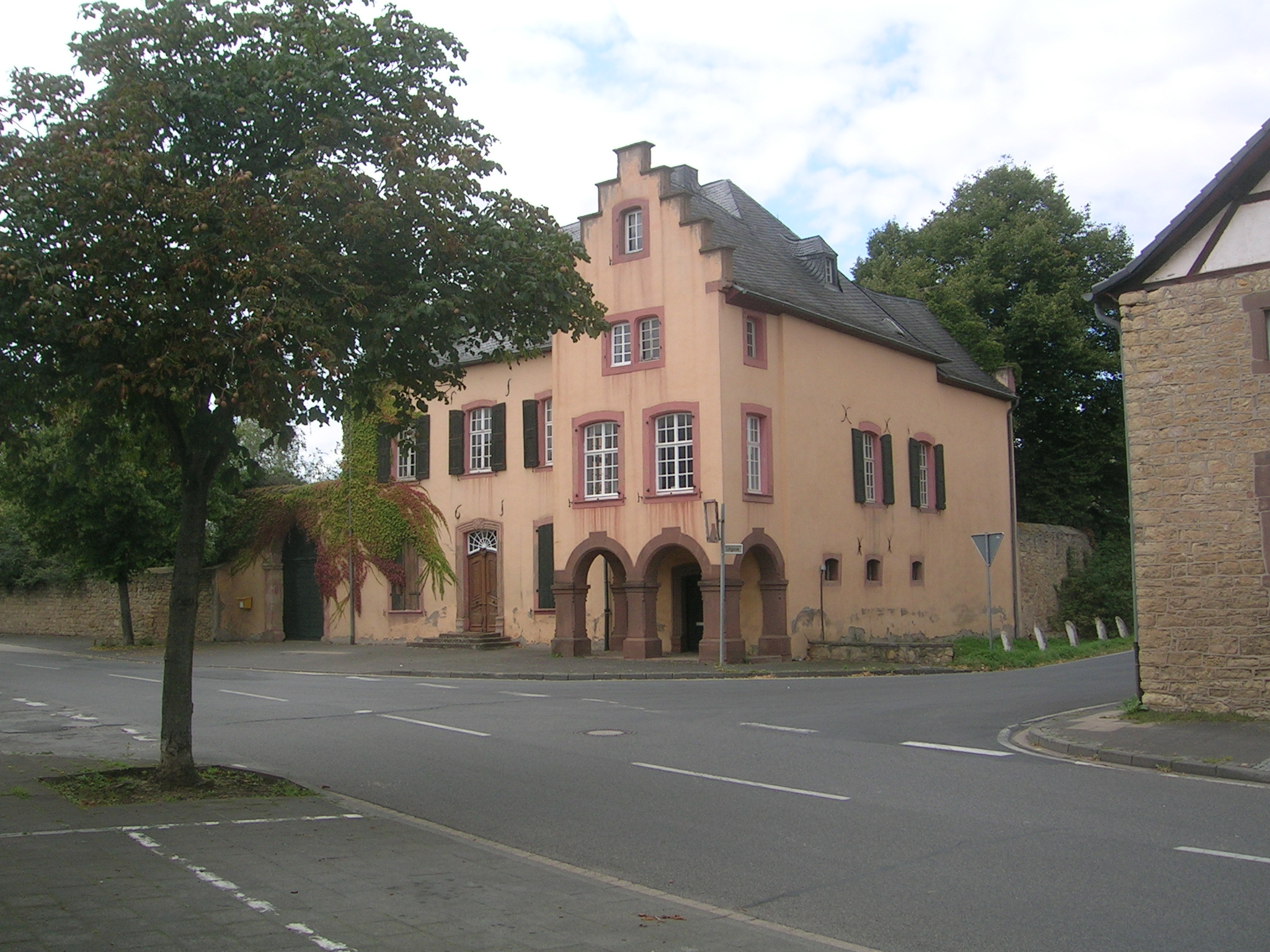
Wildenburg

Wohl schon im 13. Jahrhundert entstand etwa 500 m nordöstlich des Dorfkerns die sogenannte Wildenburg, der spätere Amtssitz des herzoglichen Vogtes. Spätestens seit 1555 war die Wildenburg Haus des vogteilichen Gerichtsbezirkes Bürvenich, zu dem Hoven, Floren, Sievernich, Juntersdorf, Kelz, Soller, Berg, Hergarten, Vlatten und Eppenich gehörten. Im Besitz der Nachfahren des letzten Vogtes ist die Wildenburg noch heute. Ein Ortsadelsgeschlecht von Bürvenich scheint bis ins 16. Jahrhundert bestanden zu haben, ist aber mit der herzoglichen Burg oder der Wildenburg nicht sicher in Verbindung zu bringen und nie über lokale Bedeutung hinausgewachsen. Die Wildenburg liegt direkt an der Hauptstraße und besteht aus dem freistehenden Herrenhaus und einem dreiflügeligen Wirtschaftshof, die beide durch hohe Mauern verbunden sind.

### Kirche St. Stephani Auffindung

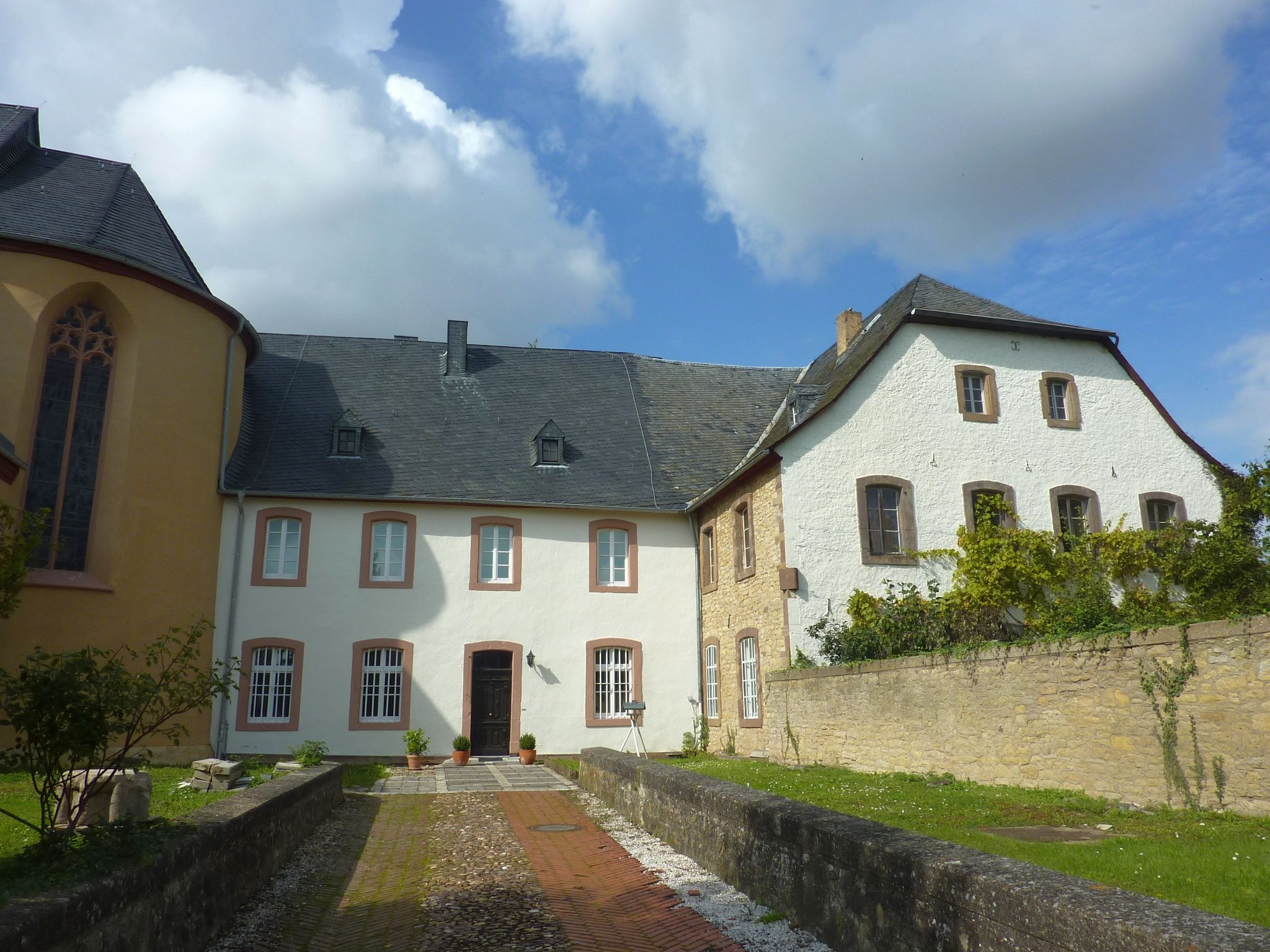
Frühere Klostergebäude

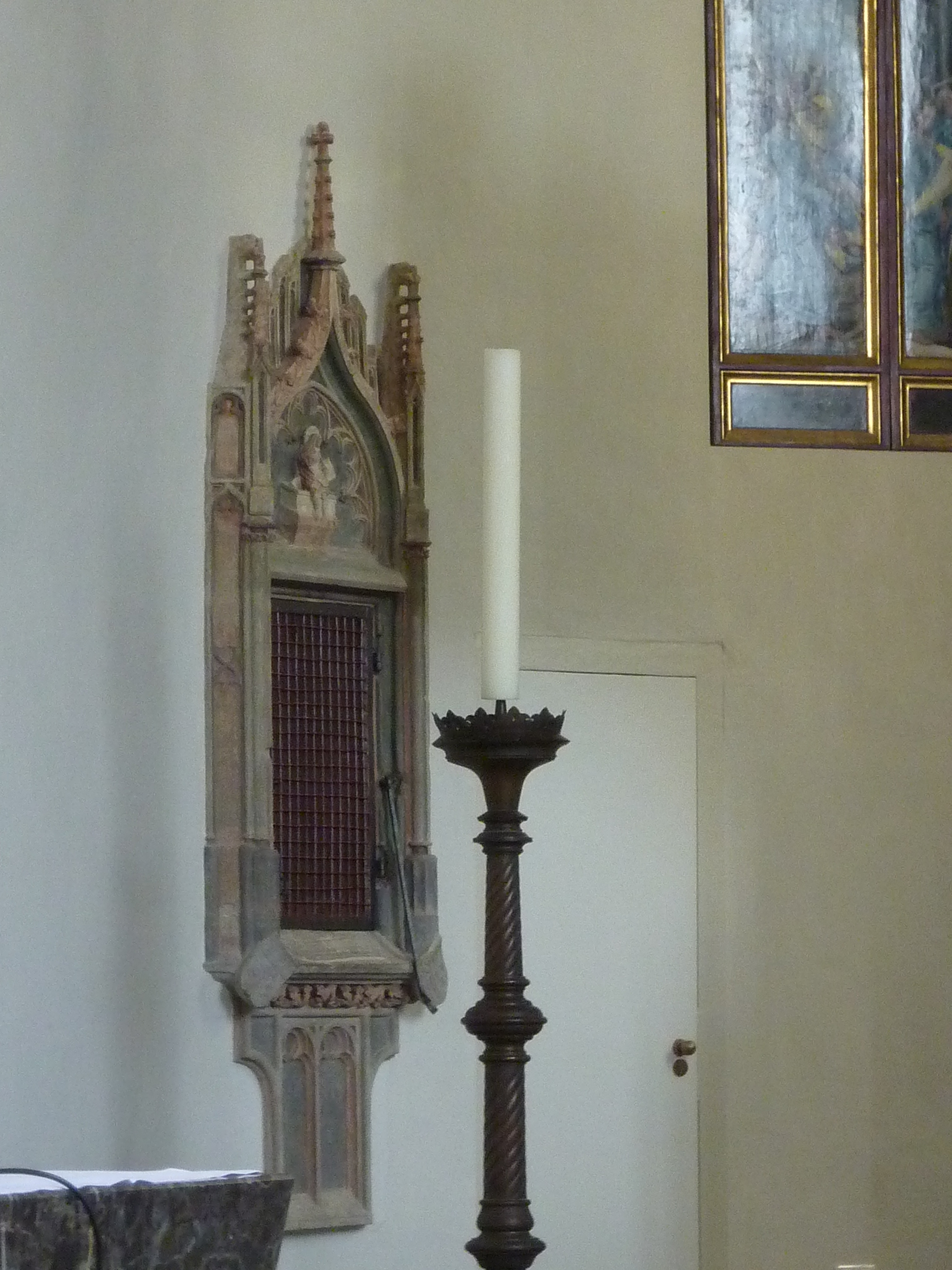
Das gotische Sakramentshäuschen

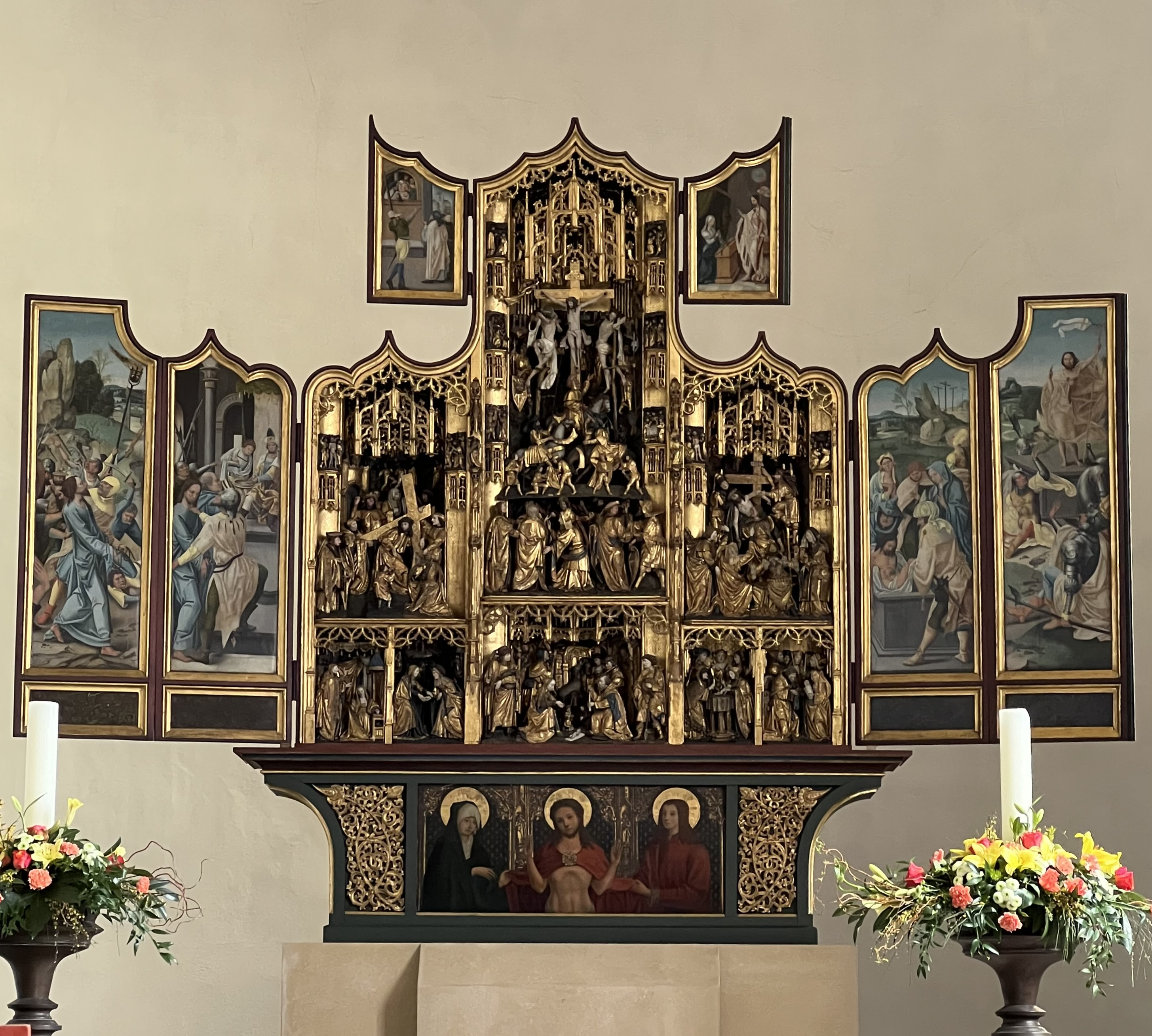
Antwerpener Retabel

Die heutige römisch-katholische Kirche in Bürvenich steht unter dem Patrozinium St. Stephani Auffindung. Der Westteil der Kirche wurde 1619 durch einen Brand zerstört. Nachdem 1673 der Klosterhof der Zisterzienserinnen (mit Kirche) durch französische Soldaten eingeäschert worden war, erfolgte Mitte des 18. Jahrhunderts ein barocker Neubau, der im äußeren Erscheinungsbild heute noch erhalten ist. Im Jahre 1808 verkaufte die Regierung den Klosterhof, die Kirche wurde wieder Pfarrkirche, ein Teil des Klosters dient seither als Pastorat.
Die Kirche ist ein einschiffiger romanischer Bau der nach 1234 entstand. Sie besteht aus einem etwa 36 m langen und fast 10 m breiten Saal und quadratischem Westturm. An der Nordseite des Chores befindet sich ein vorzüglich erhaltenes Sakramentshäuschen in Stein mit Stifterwappen und der Datierung 1453.
1837–1842 wurde der Innenraum durch Christian Wilhelm Ulich aus Aachen grundlegend geändert. So wurde die Trennwand, die auf halber Höhe den Bereich der Pfarrgemeinde von dem des Klosters trennte, abgerissen. Ebenfalls im 19. Jahrhundert erhielt die Kirche eine einheitliche Bestuhlung mit geschnitzter Emporenbrüstung und Orgelgehäuse aus Eiche für das kostbare Orgelwerk (1867–70) des in jener Zeit hoch angesehenen Kölner Orgelbauers Franz Wilhelm Sonreck. Vier Glocken bilden das Geläute, das alle Zeitläufe und Kriegswirren überdauert hat. Größter Schatz der Kirche ist ein sogenannter Antwerpener Schnitzaltar, der dem Meister von Linnich (bei Jülich) zugeschrieben wird. Von 1891 bis 1956 befand sich das Retabel in St. Gereon in Köln und wurde 1911 durch Weiß aus Oberlahnstein restauriert. Der Schnitzaltar (Eiche farbig gefasst) zeigt im Schnitzwerk Szenen aus dem Leben Christi und Mariens, zentral mit der Kreuzigung. Die Malereien der Innenseite folgen diesem Muster, unter anderem mit der Darstellung Ecce homo und der Gefangennahme. Bei geschlossenem Altar ist die unter anderem Gregorsmesse, die Arma Christi und Abraham und Melchosedek zu sehen. Die Predella ist aus dem Historismus. Stifterin des Altares war vermutlich Sophia von Diepenbroich, die im frühen 16. Jahrhundert Äbtissin in Bürvenich war.

### Haus Piedmont

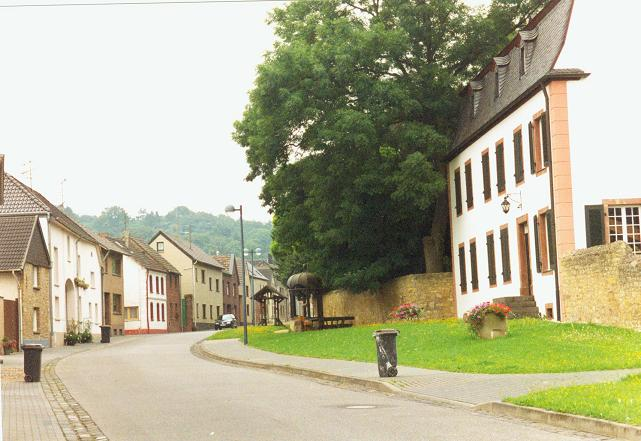
Haus Piedmont

1812 errichtete Johann Nikolaus Piedmont das Herrenhaus mit Nebengebäuden und Park. Als französischer Offizier kam Johann Nikolaus Piedmont 1794 ins Rheinland und wurde mit der Verwaltung des damaligen Gerichtsbezirks Bürvenich betraut; seit 1806 war er zuständiger Notar und Maire. Bei dem Gebäude handelt es sich um ein zweigeschossiges, klassizistisches Wohnhaus aus verputztem Bruchstein mit Buntsteingewänden.
Die Sandsteingewände des Kellers stammen aus dem 16. Jahrhundert und sind vermutlich dem ehemaligen Kloster zuzuordnen.

### Kriegerdenkmal
In landschaftsbeherrschender Lage oberhalb des Dorfes befindet sich ein 1887 errichtetes etwa 6 m hohes Denkmal für die Gefallenen des Deutsch-Französischen Krieges. Es ist inschriftlich auf den 22. März 1887 datiert. Das Denkmal besteht aus einem verputzten, frontal gestuften Sockel mit Inschriftenplatten, darauf eine Rotsandsteinsäule, verziert mit einem plastischen Relief des eisernen Kreuzes im Lorbeerkranz. Die Säule trägt einen Adler. Die Inschrift des Denkmals lautet: Zur Erinnerung an den 91. Geburtstag seiner Majestät des Kaisers Wilhelm I. errichtete dieses Denkmal den im Feldzug 1870 und 71 Gefallenen sowie den später verstorbenen Kombattanten die dankbare Gemeinde Bürvenich.

### Geologischer Wander- und Lehrpfad
Der Geologische Wander- und Lehrpfad in Bürvenich wurde auf Initiative des Naturparks Hohes Venn-Eifel angelegt. Auf einem etwa 2,5 km langen Rundweg werden Informationen zur Entstehung der Muschelkalk- und Buntsandsteinablagerungen im Trias vor 250 bis 210 Millionen Jahren in der Nordeifel gegeben.

### Eifelblicke
Eifel-Blicke ist eine Initiative des Naturparks Hohes Venn-Eifel. Die Eifel-Blicke sind besonders schöne Aussichtspunkte in der Eifel. Der Eifel-Blick Geologischer Wanderpfad in Zülpich-Bürvenich liegt am Nordrand der Eifel. Er ist mit 297 m ü. NHN der höchste Punkt der Stadt Zülpich. Von ihm reicht der Blick über die Zülpicher Börde bis hin zu den Braunkohletagbauen im Nordwesten und zum Siebengebirge im Osten.

## Lebenshilfe
Am 1. April 1925 stiftete Ferdinand Nagelschmidt seine Villa, samt Nebengebäuden und dazugehörigem Park inklusive 80 Morgen Acker dem Kreis Düren zwecks Errichtung eines Kinderheims. Der Altbau des damaligen Kinderheims entstand 1929 nach einem Entwurf des Architekten Kreisbaurat C. Westhoff. Es ist ein in Hanglage errichteter, breit gelagerter Werksteinbau mit zwei Hauptgeschossen und vorgelagerter Freitreppe. An den Mittelbau mit großer Eingangsnische, Walmdach und polygonalen Dachreitern schließen sich zwei flachgedeckte Seitenflügel an. Später entstand rückwärtig ein moderner, zweckgebundener Neubau im bodenständigen Zeitstil. Gegen Ende der 1960er Jahre übernahm die Lebenshilfe das oberhalb des Ortes gelegene ehemalige Kinderheim des Kreises Düren. Nach weitläufigen und großzügigen Um- und Neubauten ist ein Heilpädagogisches Eingliederungszentrum entstanden, in dem geistig behinderte Menschen mit vielfältigen Fördermöglichkeiten therapiert werden. Im Haus Lebenshilfe leben ständig über 100 Heimbewohner, für die mehr als 100 Mitarbeiter mit ihren spezifischen Aufgabengebieten tätig sind. Mitarbeiter und Bewohner der Lebenshilfe sind mit dem Dorf eng verbunden.

### Villa Nagelschmidt

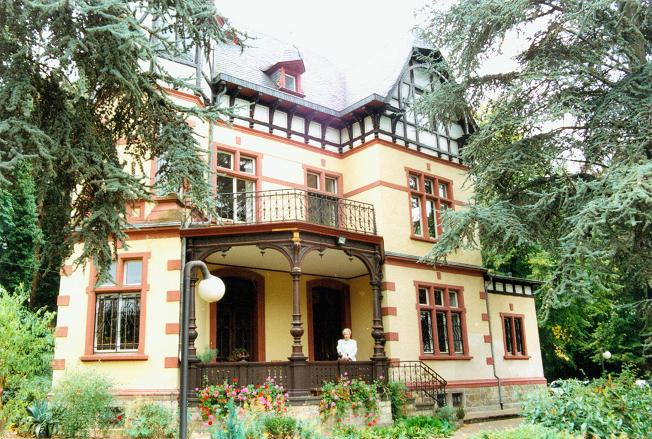
Villa Nagelschmidt

1884 errichtete der Brauereibesitzer Ferdinand Nagelschmidt diese gut proportionierte, gründerzeitliche Villa in malerisch verwinkeltem Aufbau und Grundriss auf dem Gelände der heutigen Lebenshilfe. Die beiden verputzten Wohngeschosse mit Werksteingewänden und Zierelementen werden von einem Eckturm, hölzernem Verandavorbau, Erker und Schwebegiebel umrahmt. Die originalen Buntglasfenster sind zum Teil erhalten. Die Villa Nagelschmidt beherberge die Verwaltung der Lebenshilfe. Bis Mitte der 1980er Jahre war sie auch Landesgeschäftsstelle des Landesverbandes Lebenshilfe Nordrhein-Westfalen.

### Felsenkeller
Der Felsenkeller ist der ehemalige Eiskeller der Brauerei Nagelschmidt. Er ist inschriftlich datiert auf das Jahr 1858. Es handelt sich um eine gotisierende Backsteinarchitektur als Verkleidung des Stolleneingangs in den Berg. Die neugotischen Fenster und das Tor bilden die Wandfeldgliederung. Im westlichen Eingang befindet sich ein spitzbogiges Tympanon mit Relief von Brauereiwerkzeugen. Im Berg befindet sich eine 15 m hohe Hauptkaverne mit zwei Nebenarmen, die in den Fels gesprengt wurden.

### Wohnstätte
Die Wohnstätte der Lebenshilfe in Bürvenich wurde im Jahre 1978 eröffnet. Heute leben etwa 40 geistig und mehrfach behinderte Erwachsene in der Wohnstätte. Zur Einrichtung der Wohnstätte gehört die sich im »Haus Felsenkeller« befindliche Außenwohngruppe (AWG), die für 5 – nahezu selbstständig lebende – geistig behinderte Menschen Platz bietet.

### Kinderheim Bürvenich
Das Kinderheim wurde 2006 eröffnet. Es bietet Platz für 26 geistig behinderte und verhaltensauffällige Jugendliche.

## Veranstaltungen

### Sommerfest
Jährlich findet auf dem Gelände der Lebenshilfe in Bürvenich das Sommerfest des Ortsvereins Bürvenich statt. Fester Bestandteil der zweitägigen Feierlichkeiten ist eine große Wanderung, die von der Behindertensportgemeinschaft ausgerichtet wird. Das Fest bietet gute Möglichkeiten für Integration und Inklusion.

### Karnevalssitzung
Die Karnevalssitzung der »Karnevalsgesellschaft Wohnheim« (KGW) fand jährlich im Saal der Dorfgaststätte statt, gelegentlich (etwa beim 33-jährigen Jubiläum) weicht man in die Stadthalle von Zülpich oder jüngst zum 40-jährigen Jubiläum in die Schützenhalle Schwerfen aus. Da die KGW als Karnevalsgesellschaft für Behinderte in Deutschland einmalig ist, wird die Veranstaltung von zahlreichen regionalen, aber auch überregionalen Ehrengästen besucht.

## Vereine
- Bürvenicher Karnevalsverein 1972 (BKV)
- SC Bürvenich 1925.
- Tambourcorps Blau-Weiß Bürvenich 1932 e. V.
- Freiwillige Feuerwehr Bürvenich
- St. Sebastianus Schützenbruderschaft (gegr. 1848)
- Karnevalsgesellschaft Lebenshilfe HPZ Bürvenich von 1979.
- Behindertensportgemeinschaft (BSG) Lebenshilfe Bürvenich 1984 e. V.

## Verkehr
Durch Bürvenich führt die Landesstraße 11 (Eppenich–Bürvenich–Schwerfen), wobei im Dorf die nach Floisdorf verlaufende Kreisstraße 20 und die nach Langendorf führende K 23 abzweigen. Die ehemalige Hauptstraße heißt heute Stephanusstraße und verläuft mehr als 1 km entlang des Bürvenicher Bachs. Diese Hauptstraße, von der nur wenige Nebenstraßen wegführen, entspricht wohl dem Verlauf der ehemaligen römischen Fernstraße Köln – Zülpich – Reims. Eine römische Nebenstraße, von Mechernich über Floisdorf nach Embken Richtung Zülpich führend, kreuzte die Hauptstraße und bestimmte den zweiten Bürvenicher Straßenzug, die heutige Mechernicher bzw. Eppenicher Straße, deren Nebenstraßencharakter noch immer in der geringeren Bebauung erkennbar ist. Die äußere Begrenzung des Dorfes wird gebildet durch den Verlauf von Ringstraßen.
Im ÖPNV verbindet die AVV-Linie 233 des Rurtalbus Bürvenich mit Wollersheim, Zülpich und Nideggen. Bis zum 31. Dezember 2019 wurde diese Linie vom BVR Busverkehr Rheinland bedient. Die VRS-Linie 811 der RVK verbindet den Ort als TaxiBusPlus nach Bedarf mit Zülpich und Mechernich. An Schultagen verkehren zudem die Linien 762 und 984. Wobei die Linie 984 nur die Haltestelle „Bürvenich Eppenich“ bedient.
| Linie | Betreiber | Verlauf |
| ----- | --------- | --- |
| 233   | Rurtalbus | Zülpich Bf – Zülpich Frankengraben – Hoven – Langendorf – Bürvenich – Eppenich – (Embken –) Wollersheim – Berg – Nideggen                                                  |
| 811   | RVK       | MiKE: Mechernich Bf – Mechernich Stiftsweg – Kommern – Gehn – (Virnich –) Schwerfen – Bürvenich – Eppenich – Langendorf – Juntersdorf – Zülpich Frankengraben – Zülpich Bf |
| 984   | RVK       | Swisttal / Erftstadt / Zülpich – Weilerswist |

## Persönlichkeiten
- Rolf A. Kluenter (* 1956), bildender Künstler, Filmemacher und Produzent